# Xã Deloit, Quận Holt, Nebraska
Xã Deloit (tiếng Anh: Deloit Township) là một xã thuộc quận Holt, tiểu bang Nebraska, Hoa Kỳ. Năm 2010, dân số của xã này là 106 người.